# Championnat des îles Vierges des États-Unis de football
Le championnat de football des îles Vierges des États-Unis, est la principale compétition footballistique, créée en 1997. Il s'agit d'un championnat entre les équipes des îles de Sainte-Croix et Saint-Thomas. Auparavant, le champion des îles Vierges des États-Unis était déterminé dans un tournoi à élimination directe entre les deux meilleures équipes du championnat régional de chacune des deux îles. Avant 1997, les deux championnats existaient de manière parallèle et sacraient donc deux champions par saison.

## Équipes participantes
| \| Sainte-Croix : Helenites SC Prankton United Rovers FC United FC Saint-Thomas : LRVI FC New Vibes SC Raymix SC United We Stand Waitikubuli United Saint-Thomas Sainte-Croix \| Localisation des équipes engagées en 2019-2020. |
| Sainte-Croix : Helenites SC Prankton United Rovers FC United FC Saint-Thomas : LRVI FC New Vibes SC Raymix SC United We Stand Waitikubuli United Saint-Thomas Sainte-Croix                                                       |

| Équipe             | Île          | Ville            |
| ------------------ | ------------ | ---------------- |
| Helenites SC       | Sainte-Croix | Grove Place      |
| United We Stand    | Saint-Thomas | Charlotte-Amélie |
| United FC          | Sainte-Croix | Christiansted    |
| Raymix SC          | Saint-Thomas | Charlotte-Amélie |
| New Vibes SC       | Saint-Thomas | Charlotte-Amélie |
| Rovers FC          | Sainte-Croix | Christiansted    |
| Prankton United    | Sainte-Croix | Frederiksted     |
| LRVI FC            | Saint-Thomas | Charlotte-Amélie |
| Waitikubuli United | Saint-Thomas | Charlotte-Amélie |

## Palmarès
- 1997-1998 : MI Roc Masters
- 1998-1999 : Non disputé
- 1999-2000 : UWS Upsetters
- 2000-2001 : UWS Upsetters
- 2001-2002 : Haitian Stars SC
- 2002-2003 : Non disputé
- 2003-2004 : Non disputé
- 2004-2005 : Positive Vibes
- 2005-2006 : New Vibes
- 2006-2007 : Helenites SC
- 2007-2008 : Positive Vibes
- 2008-2009 : New Vibes
- 2009-2010 : Non disputé
- 2010-2011 : Non disputé
- 2011-2012 : Helenites SC
- 2012-2013 : New Vibes
- 2013-2014 : Helenites SC
- 2014-2015 : Helenites SC
- 2015-2016 : Raymix SC
- 2016-2017 : Raymix SC
- 2017-2018 : Non disputé
- 2018-2019 : Helenites SC
- 2019-2020 : Titre non décerné

## Bilan par club
| Clubs            | Titres | Années                       |
| ---------------- | ------ | ---------------------------- |
| Helenites SC     | 5      | 2007, 2012, 2014, 2015, 2019 |
| New Vibes        | 3      | 2006, 2009, 2013             |
| Positive Vibes   | 2      | 2005, 2008                   |
| Raymix SC        | 2      | 2016, 2017                   |
| UWS Upsetters    | 2      | 2000, 2001                   |
| Haitian Stars SC | 1      | 2002                         |
| MI Roc Masters   | 1      | 1998                         |